# Terapia dialektyczno-behawioralna
Terapia dialektyczno-behawioralna (DBT) – odmiana terapii poznawczo-behawioralnej („CBT” (ang.) cognitive behavioral therapy). DBT powstała w odpowiedzi na potrzeby pacjentów z zaburzeniem osobowości z pogranicza (Borderline Personality Disorder – BPD). Jej autorką jest Marsha Linehan, która ze Stevenem Hayesem zapoczątkowała współczesny nurt, tzw. Trzecią Falę w późnych latach 1980. Pierwsze badania nad skutecznością DBT przeprowadzono na osobach z zaburzeniem osobowości z pogranicza z tendencjami samobójczymi. Wyniki były optymistyczne, kolejne badania wykazały skuteczność w następujących populacjach: nastolatki z tendencjami samobójczymi; depresja u osób starszych, osobowość dyssocjalna, bulimia i objadanie się.
DBT łączy techniki terapii poznawczo-behawioralnych (m.in. modyfikacja poznawcza, ekspozycja, regulacja emocji) z uważnością, akceptacją i procesami dialektycznymi. Amerykańskie Towarzystwo Psychologiczne (APA) rekomenduje terapię dialektyczno-behawioralną w leczeniu zaburzenia osobowości z pogranicza. Badani uczestniczący w DBT rzadziej przerywali leczenie, wykonywali mniej gestów samobójczych, mieli mniej hospitalizacji psychiatrycznych w porównaniu z drugą grupą, którą przydzielono do zwykłej terapii (TAU).

## Wstęp
Linehan początkowo leczyła pacjentki ze skłonnościami samobójczymi standardową psychoterapią poznawczo-behawioralną. Wraz ze swoim zespołem badawczym zaobserwowała, że instynktownie wzbogacała prowadzone przez siebie sesje o dodatkowe elementy nieobecne w podstawowej wersji terapii poznawczo-behawioralnej.
DBT może być prowadzona w różny sposób, ale wersja podstawowa, której skuteczność najczęściej badano, składa się z czterech komponentów:
1. psychoterapii indywidualnej: godzinne cotygodniowe spotkania, na których omawia się bieżące wydarzenia, ze ścisłą hierarchią zachowań do wyeliminowania. Na pierwszym miejscu znajdują się próby, groźby samobójcze i samouszkodzenia (jeżeli pacjent będzie hospitalizowany, to terapia będzie przerwana), na drugim zachowania kolidujące z terapią (jeśli pacjent nie przychodzi na terapię, to nie można mu pomóc). Na trzecim miejscu są zachowania kolidujące z jakością życia (brak pracy, zażywanie narkotyków, niebezpieczny seks)[7].
2. treningu umiejętności: cotygodniowe spotkania grupowe lub indywidualne na których przerabia się kolejne umiejętności, omawia prace domowe i ćwiczy nowe zachowania[8].
3. coachingu telefonicznego: pacjent zachęcany jest do kontaktowania się ze swoim terapeutą w momentach kryzysu. Kontakt telefoniczny powinien nastąpić, zanim pacjent zastosuje dysfunkcyjne zachowanie, i zakłada wdrażanie nowych zachowań nauczonych na treningu[9].
4. konsultacje dla terapeutów: cotygodniowe spotkania superwizyjne zespołu, gdzie terapeuci wspierają się wzajemnie, rozwiązują problemy terapeutyczne oraz dbają, by nie odbiegać od zasad DBT w oferowanym leczeniu[10].

## Filozofia
Marsha Linehan oparła DBT na filozoficznym pojęciu dialektyki, która to opiera się na trzech podstawowych zasadach:
- Zasadzie wzajemnego powiązania i całości: zakłada się, że rzeczywistość jest systemem. Wszystko jest ze sobą powiązane, a tożsamość ma charakter relacyjny. Linehan powołuje się na teorie feministyczne, które podkreślają, że kobieca tożsamość nie jest indywidualistyczna. Kobiece Ja definiuje się poprzez relacje, co w kulturze zachodniej, promującej Ja indywidualistyczne uważa się za patologię[12].
- Zasadzie biegunowości: każda teza ma swoją antytezę, które razem tworzą syntezę o nowych przeciwieństwach. Każdy, nawet najmniejszy system zawiera przeciwstawne sobie bieguny. Każda idea ma swoje przeciwieństwo i każde z nich zawiera w sobie cząstkę prawdy. „W dysfunkcji jest także funkcja, w zniekształceniu jest także adekwatność, a w destrukcji można znaleźć budowanie[5]. W terapii DBT akceptuje się pacjentów bezwarunkowo. Terapeuta szuka sensu w każdym zachowaniu pacjenta. W ten sposób uprawomocnia jego doświadczenia i buduje silną relację, która jest konieczna do zmiany[13].
- Teza, antyteza, synteza: zasada ciągłej zmiany: zmiana, do której dążą pacjent i jego terapeuta, jest procesem który składa się z przeciwieństw. Osoba wpływa na środowisko, jednocześnie środowisko wpływa na osobę. Pacjent próbuje się zmienić, jednocześnie się tego boi. Dlatego przejście do nowego siebie często odczuwane jest jako bolesny kryzys. Terapeuta musi balansować pomiędzy akceptacją klienta takim, jakim jest w danej chwili, a konsekwentnym naciskiem na zmianę[14].

DBT zakłada, że dialektyka obowiązuje zarówno pacjenta, jak i terapeutę. Pacjent zaczyna patrzeć na świat w sposób bardziej zrównoważony, co jest ważne w zaburzeniu osobowości z pogranicza (dychotomia myślenia). Uprawomocniony pacjent przestaje karać samego siebie z powodu swoich patologicznych zachowań. Terapeuta elastycznie podchodzi do problemów pacjentów z zaburzeniem osobowości z pogranicza. Pozwala mu to stworzyć przyjazną relację opartą na współpracy i prawdziwej empatii. Zachęca on do szukania nowych dróg i rozwiązań, bo nic nie jest z góry ustalone.

### Założenia dotyczące pacjentów z zaburzeniem osobowości z pogranicza
Leczenie tego zaburzenia wymaga od psychoterapeuty dużego wysiłku. Specjaliści często boją się pracy z tymi pacjentami i mają negatywne przekonania na ich temat. Z góry zakładają, że pacjenci będą agresywni, zaczną przekraczać ich granice, że są trudni do wyleczenia. Takie przekonania przeszkadzają w terapii i prowadzą do szybkiego wypalenia terapeuty. Zgodnie z duchem dialektyki prawda nie jest obiektywna, zakłada się pragmatyczne kryterium prawdy. Powinno się wierzyć w to, co jest efektywne. Opracowano efektywne dla terapii założenia na temat biorących w niej udział pacjentów:
- Pacjenci radzą sobie najlepiej, jak mogą.
- Pacjenci chcą poprawy swojego stanu.
- Pacjenci muszą radzić sobie lepiej, starać się bardziej i muszą być bardziej zmotywowani do zmiany.
- Pacjenci nie spowodowali swoich problemów, ale to na nich spoczywa odpowiedzialność, by je rozwiązać.
- Takie życie, jakie aktualnie prowadzą pacjenci, jest nie do wytrzymania.
- Pacjenci muszą nauczyć się nowych zachowań we wszystkich możliwych kontekstach.
- Pacjenci nie mogą odnieść porażki w terapii.
- Terapeuci leczący osoby z zaburzeniem osobowości z pogranicza potrzebują wsparcia.

## Psychoterapia indywidualna

### Nastawienie terapeuty

#### Zmiana a akceptacja
Istotą psychoterapii dialektyczno-behawioralnej jest dialektyczna równowaga pomiędzy zmianą, a akceptacją pacjenta, jaki jest w tej chwili. Terapeuta wierzy w mądrość pacjenta, procesu terapii i we własną zdolność do pomocy. Z drugiej strony terapeuta bierze na siebie odpowiedzialność za wpływ terapeutyczny, jaki wywiera, aby pomóc pacjentowi. Łączy więc nurt behawioralny (zmiana) z humanistycznym (akceptacja). Tego samego uczy się uczestnik terapii: ma dużo od siebie wymagać, jednocześnie akceptując siebie w pełni.

#### Niezachwiana stabilność, a współczująca elastyczność
Terapeuta mimo wywieranego nacisku, stresu wywołanego silnymi emocjami pacjenta potrafi dotrzymać własnych planów i ustaleń. Z drugiej strony potrafi też ustąpić pacjentowi, jeśli sytuacja tego wymaga. DBT zakłada, że terapeuci są ludźmi i popełniają błędy. Muszą być gotowi przyznać się do swojego błędu przed pacjentem i do naprawienia szkody. Balansowanie pomiędzy tymi dwoma stanowiskami jest szczególnie trudne w przypadku prób i gróźb samobójczych. Terapeuta wygaszając zachowanie musi bardzo uważać. Nadmierna uwaga mogłaby uniemożliwić wygaszanie, z drugiej strony naturalną i dobrą reakcją jest w tym wypadku współczucie.

#### Życzliwe wymaganie, a troskliwa opieka
Terapeuta wymaga, by pacjent zmieniał swoje zachowanie i stawał się bardziej samodzielny. Z drugiej strony w DBT opieka jest intensywna. Terapeuta pomaga, naprowadza, uczy, towarzyszy, dodaje sił i wspiera nawet w czasie wolnym od pracy (coaching telefoniczny). Opieka jest konieczna w przypadku pacjentów o intensywnych emocjach i deficytach behawioralnych, które powodują, że nie wiedzą, jak właściwie postępować. Tym bardziej trzeba uważać, by nie wyręczać pacjenta tam, gdzie może sobie sam poradzić.

### Hierarchia celów behawioralnych
W DBT zakłada się, że pewne cele są ważniejsze od innych. W przypadku pacjentów, którzy cierpią z powodu wielu problemów, hierarchia celów jest konieczna, by krok po kroku uporać się z tymi problemami.

#### Pierwszorzędne cele behawioralne
- Redukowanie zachowań samobójczych (krytyczne zachowania samobójcze, akty parasamobójcze, myśli i komunikaty samobójcze, oczekiwanie i przekonania związane z samobójstwem, afekt związany z samobójstwem)[19].
- Redukowanie zachowań kolidujących z terapią, tych po stronie pacjenta (spóźnianie się, brak prac domowych) i tych po stronie terapeuty (spóźnianie, nieuważne słuchanie, nieoddzwanianie)[20].
- Redukowanie zachowań kolidujących z jakością życia (nadużywanie substancji psychoaktywnych, ryzykowne zachowania seksualne, skrajne trudności finansowe, zachowania kryminalne, poważne dysfunkcje interpersonalne)[21].
- Rozwijanie umiejętności behawioralnych[22].

## Trening umiejętności: rozwijanie umiejętności behawioralnych

### Uważność
Stanowi podstawę wszystkich innych umiejętności. Są to umiejętności medytacyjne spotykane w buddyzmie czy zachodnich praktykach kontemplacyjnych (np. medytacja chrześcijańska) zaadaptowane dla potrzeb psychoterapii.
Umiejętności „co”: obserwowanie, opisywanie, uczestniczenie
Obserwowanie polega na świadomym przeżywaniu doświadczenia, niezależnie od tego, czy jest przyjemne, czy nie. Zakłada się, że obserwowanie zdarzenia powoduje zdystansowanie się do niego. Dzięki temu osoby o silnych emocjach mogą zmniejszyć swoją impulsywność. Obserwując swoje emocje, przestają działać pod ich wpływem.
Opisywanie, to technika znana z terapii poznawczo-behawioralnych (np. zapis myśli automatycznych). Pozwala pacjentowi zobaczyć, jak myśli wpływają na jego nastrój. Wielu pacjentów automatycznie wyciąga wnioski na podstawie myśli i uczuć, a nie faktów (błędne określenie przyczyny pobudzenia). Ktoś czuje się samotny i zaczyna wierzyć, że jest całkiem sam. Ktoś doświadcza fizycznych objawów strachu przed rozmową kwalifikacyjną i zaczyna wierzyć, że rozmowa się nie powiedzie.
Uczestniczenie pomaga skupić się na chwili obecnej, doświadczać rzeczywistości, takiej jaką jest. Osoby z zaburzeniami osobowości działają według sztywnych schematów powstałych w dzieciństwie. Dlatego interpretują i reagują na wydarzenia w sposób nieadekwatny. Uczestniczenie pozwala nauczyć się elastycznego reagowania na zmieniające się warunki środowiska; działać w sposób efektywny, w odniesieniu do aktualnych celów, a nie obaw z przeszłości.
Umiejętności „jak”: nieosądzanie, skupienie na jednej rzeczy, bycie skutecznym.
Nieosądzanie zakłada rezygnację z oceniania (osób, wydarzeń, doznań). Zamiast przechodzić ze skrajności w skrajność w swoich ocenach (złe-dobre) ćwiczy się obserwowanie konsekwencji jako czegoś naturalnego i oczywistego. Zdarzenia po prostu są, a konsekwencje są ich normalnym następstwem. Na przykład osoba zażywając narkotyki nie jest ani dobra, ani zła. Natomiast zażywając je, nie osiągnie swoich celów.
Skupienie na jednej rzeczy pozwala oderwać się od nieprzyjemnych myśli, ruminacji, nastrojów. Umiejętność ćwiczy się za pomocą medytacji w ruchu, świadomego oddychania, maksymalnego skupienia na aktualnych doznaniach cielesnych.
Bycie skutecznym, robienie tego, co działa, zamiast tego, co słuszne. To bardzo ważna różnica dla osób z zaburzeniem osobowości z pogranicza, które wiele czasu spędzają na rozpamiętywaniu świata w kategoriach dobra i zła. Bycie skutecznym uczy, że czasami trzeba ustąpić i nie ma w tym żadnej patologii, wręcz przeciwnie: to zdrowa reakcja dorosłej osoby.

### Odporność na stres
Nauka znoszenia cierpienia i przetrwania kryzysu bez pogarszania go. Pacjenci uczą się akceptowania wydarzeń, nawet jeśli przysparzają nieprzyjemnych emocji. Cierpienie jest częścią życia. Nieakceptowanie cierpienia prowadzi do większego cierpienia. Zmiany w życiu pacjentów mogą być bolesne, jeśli nie nauczą się umiejętnego tolerowania bólu, nie będzie możliwe dokonanie tych zmian.

### Efektywność interpersonalna
Umiejętności w tym module pozwalają nauczyć się umiejętnego postępowania z ludźmi. Pacjenci uczą się, jak realizować cele bez niszczenia swoich relacji. Asertywność, rozwiązywanie konfliktów, dbanie o relacje z zachowaniem szacunku do samego siebie to elementy spotykane w warsztatach interpersonalnych. W DBT stanowią część terapii. Problemem osób z zaburzeniem z pogranicza jest pozorna kompetencja, która przejawia się w tym, że osoby teoretycznie wiedzą, jak się zachować, natomiast nie potrafią zastosować tych zachowań w praktyce.

### Regulacja emocji
Osoby o negatywnej afektywności nie potrafią regulować emocji. Dysregulacja emocji sprawia, że w życiu afektywnym przeważają silne, długotrwałe i nieprzyjemne emocje, które dezorganizują życie. Osoba zrobi wszystko, by pozbyć się tych nieprzyjemnych emocji; samouszkodzenia, używki, jedzenie są często metodą na uwolnienie się od bólu emocjonalnego. Dysregulacja emocji powoduje, że osoby są wyjątkowo wrażliwe i boją się własnych reakcji emocjonalnych. Nauka regulacji emocji zaczyna się od dokładnego poznania swojego życia afektywnego. Następnie osoba uczy się przeżywać emocje bez oceniania ich. Przeżywanie emocji (ekspozycja na emocje) ma zmniejszyć lęk przed nimi i wykluczyć nieefektywne zachowania podporządkowane unikaniu (np. samouszkodzenia, zażywanie narkotyków, niebezpieczny seks). Ostatnim etapem jest praca nad zmniejszaniem wrażliwości emocjonalnej, zwiększaniem ilości emocji pozytywnych w życiu pacjenta oraz nie działanie przeciwne do własnych emocji.

## Coaching telefoniczny
Pomiędzy sesjami zachęca się pacjentów do kontaktu telefonicznego. Jest to trzeci element terapii. Kontakt telefoniczny ma służyć generalizacji nowych zachowań (zastosowaniu nowych umiejętności) w szerokiej klasie sytuacji. Pacjent dzwoni, kiedy ma wątpliwość, trudność, a terapeuta pomaga mu zastosować odpowiednią w danej sytuacji umiejętność behawioralną.
Pacjenci, którzy angażują się w zachowania szkodliwe (samouszkodzenia, próby samobójcze, zażywanie narkotyków, picie alkoholu, każde inne zachowanie uznane za ryzykowne) mają dzwonić, zanim zaangażują się w takie zachowanie. Zakłada się, że takie telefony pomogą w ograniczeniu tego typu zachowań i zmniejszą ilość hospitalizacji tych pacjentów.
Trzecią sytuacją, w której kontakt telefoniczny może być istotny, jest naprawienie relacji. Pacjenci z zaburzeniem osobowości borderline często przerywają terapię z powodu problemów z relacją, której nie potrafią naprawić. Dlatego w DBT mogą zadzwonić do terapeuty i wyjaśnić wszelkie wątpliwości, które powstały podczas sesji, rozwiązać ewentualne konflikty, naprawić relację, zanim dojdzie do jej zerwania. Pacjent zamiast rezygnować z terapii może skontaktować się z terapeutą, by omówić swoje zastrzeżenia.

## Narzędzia i techniki

### Uprawomocnianie
Strategie uprawomocniania (validation) są najbardziej bezpośrednimi strategiami akceptacji. Terapeuta komunikuje pacjentowi, że jego reakcje są sensowne i zrozumiałe w aktualnym kontekście czy sytuacji. Aktywnie wyraża swoją akceptację, nie lekceważąc i nie bagatelizując emocji, opinii, zachowań, reakcji na zdarzenia pacjenta, nawet jeśli się z nimi nie zgadza. Każde zachowanie, każda reakcja jest prawomocna, jeśli weźmie się pod uwagę jej kontekst, obecny lub przeszły. Nawet jeżeli zachowanie jest dysfunkcjonalne, należy szukać takiego elementu, które czyni je stosownym, czy logicznym.
Uprawomocnienie jest konieczne, by równoważyć strategie zmiany. Pacjent mało asertywny, nie werbalizujący swoich emocji i wycofujący się potrzebuje więcej uprawomocniania. Również w sytuacjach stresu, kryzysu, kiedy omawiane są trudne tematy, potrzeba uprawomocniania jest większa. Uprawomocnianie uczy pacjenta samouprawomocniania, dzięki czemu może nauczyć się ufać własnym reakcjom wewnętrznym oraz zmniejszyć intensywność emocji wtórnych.

### Analiza behawioralna

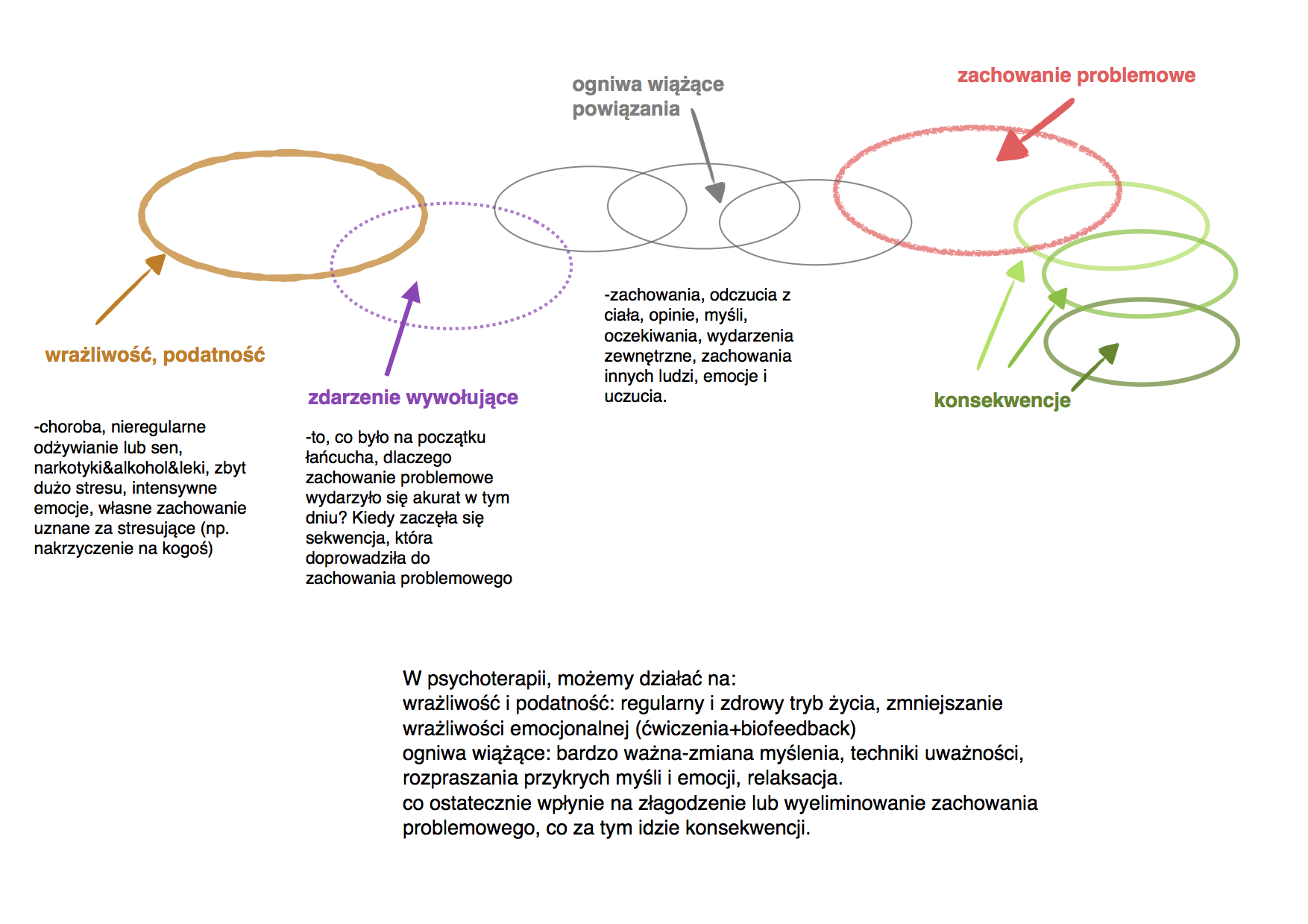
Analiza łańcucha behawioralnego, technika stosowana w psychoterapii dialektyczno-behawioralnej

Jest techniką zaadaptowaną z funkcjonalnej analizy zachowania (FAP). Polega na dokładnej analizie łańcucha zachowania, który doprowadził do zachowania problemowego. Terapeuta niczego nie zakłada, wypytuje pacjenta, co działo się przed zachowaniem problemowym (myśli, uczucia, środowisko). Istotne jest, by robić to we współpracy z pacjentem, i każdy wniosek musi być przez niego zaakceptowany. Analiza musi być na tyle szczegółowa, żeby oddawać pełny obraz łańcucha zdarzeń wewnętrznych i zewnętrznych związanych z zachowaniem problemowym.

### Ekspozycja
Procedury terapeutyczne oparte na ekspozycji miały początkowo służyć redukowaniu niechcianego, problemowego strachu i związanych z nim emocji. W DBT procedury te zostały rozszerzone i nieco zmodyfikowane, tak aby można było je zastosować również do innych emocji, takich jak poczucie winy, wstyd czy złość. W szczególności obejmują niewzmacnianą ekspozycję na zdarzenia, które budzą strach, żal, poczucie winy i złość, a także jednoczesne blokowanie lub odwrócenie automatycznych, nieadaptacyjnych tendencji do działania i ekspresji związanych z emocją. Nacisk kładzie się zarówno na ekspozycję, jak i na działanie w odmienny sposób. W DBT ekspozycję stosuje się nieformalnie, w przeciwieństwie do klasycznej wersji tej metody nie ma żadnego sformalizowanego protokołu, nie poświęca się całej sesji na wykorzystanie tych procedur w bezpośredni sposób. Wyjątkiem jest sytuacja, kiedy pacjent cierpi również na PTSD, wtedy w drugim etapie terapii prowadzi się sformalizowaną ekspozycję w odniesieniu do zdarzenia traumatycznego.

### Modyfikacja poznawcza
Pacjenci z zaburzeniem osobowości z pogranicza często zniekształcają zdarzenia, przejawiając zazwyczaj selektywną uwagę, wyolbrzymianie zdarzeń, formułowanie absolutnych wniosków oraz postrzeganie świata w dychotomiczny, czarno-biały sposób. Osoby ze skłonnościami samobójczymi i parasamobójczymi również mają tendencję do sztywności poznawczej, zaostrzającej wszystkie inne problemy poznawcze, które mogą mieć.
W terapiach poznawczych za pierwszy krok na drodze do zaradzenia trudnościom behawioralnym i emocjonalnym uważa się dążenie do zmiany typowych ocen, zasad i stylu poznawczego jednostki. Natomiast w DBT pierwszym zadaniem jest znalezienie i wzmocnienie u osoby prawomocnych i funkcjonalnych przekonań, oczekiwań, zasad oraz interpretacji. Procedury modyfikacji poznawczej w DBT pomagają pacjentom w ocenie, zmianie treści poznawczych, a także stylów poznawczych. Ważnym zadaniem jest upewnienie się co do roli treści i stylu poznawczego w wywoływaniu i podtrzymywaniu określonych zachowań, włącznie z emocjami.
Procedury modyfikacji poznawczej przewijają się w ciągu całego procesu terapeutycznego. Procedury poznawcze zawsze powinny bardziej wiązać się z uprawomocnieniem niż z modyfikacją.

## Skuteczność
Wyniki wybranych randomizowanych badań z grupą kontrolną wskazujących na skuteczność DBT:
- osoby, które poddano terapii DBT, istotnie zmniejszyły swoje zachowania parasamobójcze, z większym prawdopodobieństwem podejmowały i kończyły terapię[42];
- wystąpił statystycznie istotny spadek w używaniu substancji psychoaktywnych u osób objętych terapią DBT, utrzymywały się one częściej w terapii, były ogólnie i społecznie lepiej przystosowane w porównaniu z osobami leczonymi w tradycyjny sposób[43];
- pacjenci leczeni DBT mieli mniej myśli samobójczych, niższy poziom depresji, bezradności i gniewu niż leczeni tradycyjnie[44];
- zastosowanie DBT u osób ze zdiagnozowaną bulimią zmniejszyło u nich napady objadania/oczyszczania. Żadna z osób pracująca nad sobą w tym podejściu nie zrezygnowała z terapii przed jej ukończeniem[45];
- pacjenci z obżarstwem napadowym poddani grupowemu treningowi umiejętności DBT mieli mniej napadów obżarstwa, również większa ich liczba niż w grupie kontrolnej zaprzestała patologicznego objadania się[46];
- kobiety uzależnione od opiatów poddane terapii DBT oraz terapii uprawomocnienia (CVT) wykazały mniejsze zażywanie opiatów, nie rezygnowały z terapii przed końcem oraz zmniejszyły długoterminowo objawy psychopatologiczne[47];
- kobiety z diagnozą zaburzenia osobowości z pogranicza w wyniku terapii DBT rzadziej podejmowały zachowania impulsywne, autoagresywne oraz istotnie obniżyły spożycie alkoholu[48];
- DBT zmniejsza ryzyko prób samobójczych oraz hospitalizacji w grupie kobiet z BPD[49];
- osoby ze zdiagnozowanym zaburzeniem afektywnym dwubiegunowym dzięki DBT zmniejszyły objawy depresyjne, lękowe, a podwyższyły umiejętności regulacji emocji, uważności oraz zwiększyły poziom poczucia własnej skuteczności[50].
- DBT jest skuteczniejsze niż terapia prowadzona przez ekspertów (nie-behawioralnych). W porównaniu z terapią prowadzoną przez ekspertów DBT o połowę zredukowało ilość podejmowanych prób samobójczych, również konieczność hospitalizacji związanych z zachowaniami autoagresywnymi. Ponadto osoby leczone DBT rzadziej porzucały terapię, miały mniej hospitalizacji psychiatrycznych oraz rzadziej wzywano do nich pogotowie psychiatryczne[51].